# 泰梅里库尔
泰梅里库尔（法語：Théméricourt，法語發音：[temeʁikuʁ] ⓘ）是法国法兰西岛大区瓦兹河谷省的一个市镇，属于蓬图瓦兹区。

## 地理
泰梅里库尔（49°5'11"N, 1°53'47"E）面积7.58 平方千米，位于法国法蘭西島大區瓦兹河谷省，该省份为法国北部内陆省份，北起瓦兹省，西接厄尔省，南至塞纳-圣但尼省、上塞纳省和伊夫林省，东临塞纳-马恩省。
与泰梅里库尔接壤的市镇（或旧市镇、城区）包括：勒佩尔谢、阿韦尔讷、弗雷曼维尔、隆盖斯、瑟兰库尔、于斯、维尼、科姆尼。

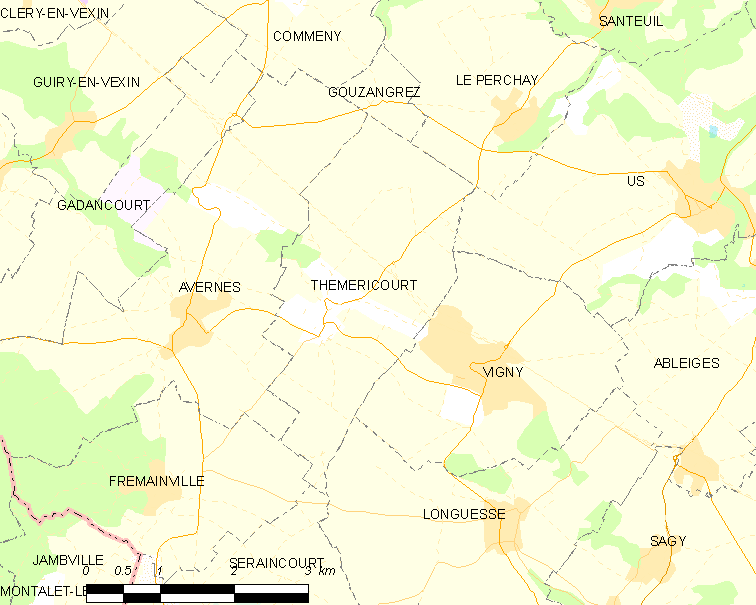
泰梅里库尔的OSM定位图

泰梅里库尔的时区为UTC+01:00、UTC+02:00（夏令时）。

## 行政
泰梅里库尔的邮政编码为95450，INSEE市镇编码为95610。

## 政治
泰梅里库尔所属的省级选区为沃雷阿勒县。

## 人口

1962-2008年间泰梅里库尔人口变化图示

泰梅里库尔于2022年1月1日时的人口数量为289人。